# Søerne
Søerne (Deens voor "de meren"), voluit Københavns Indre Søer ("de binnenmeren van Kopenhagen"), zijn een reeks vijvers in de Deense hoofdstad Kopenhagen die in een boog langs de westkant van het centrum lopen, en het centrum scheiden van de stadsdelen Nørrebro en Østerbro en de gemeente Frederiksberg. De vijvers hebben sinds 1966 monumentstatus.

## Beschrijving
De Søerne bestaan uit drie vijvers, die tezamen vijf bassins vormen. Van noord naar zuid:
- Sortedams Sø (met twee bassins) van de Østerbrogade naar de brug Dronning Louises Bro. Deze vijver is vernoemd naar de dam Sortedam.
- Peblinge Sø (één bassin) van de brug Dronning Louises Bro naar de Gyldenløvesgade. Een pebling was een leerling van een Latijnse school.
- Sankt Jørgens Sø (met twee bassins) van de Gyldenløvesgade naar de Gammel Kongevej. Deze vijver is vernoemd naar een leprozerie, Sankt Jørgens Gården, die tot 1524 nabij de huidige vijver lag.

De vijvers zijn 4-5 meter diep. In de vijvers liggen twee eilandjes, Fiskeøen ("het viseiland") en Fugleøen ("het vogeleiland"). De vijvers Peblinge Sø en Sortedams Sø hebben loodrechte damwanden van graniet.
Tussen Sortedams Sø en Peblinge Sø worden de vijvers overspannen door de naar Louise van Hessen-Kassel vernoemde brug Dronning Louises Bro (1887), die monumentstatus heeft. Naast de brug zijn er drie dammen, de Fredensbro, Gyldenløvesgade en Kampmanssgade, die de vijverbassins van elkaar scheiden. De Fredensbro was oorspronkelijk een houten brug maar werd in 1976-1977 vervangen door een dam.
Het paviljoen Søpavillonen (1895), oorspronkelijk gebouwd voor de plaatselijke schaatsvereniging Kjøbenhavns Skøjteløberforening, staat aan de Gyldenløvesgade, de dam tussen Peblinge Sø en Sankt Jørgens Sø. Aan de zuidkant van Sankt Jørgens Sø staat het Tycho Brahe Planetarium.
De straten Nørre Søgade, Vester Søgade en Øster Søgade rond de vijvers zijn naar de Søerne vernoemd. Ook het plein Søtorvet, dat aan de vijvers ligt, is ernaar vernoemd. Langs de oevers lopen paden die veel gebruikt worden door wandelaars, joggers en hardlopers. De totale lengte van het pad rond de vijvers bedraagt 6,35 kilometer. Langs een deel van de vijvers loopt geen straat, alleen een wandelpad.
De vijvers worden gevoed door drie stroompjes die via ondergrondse pijpleidingen de vijvers in verbinding stellen met verschillende meren buiten het centrum (Utterslev Mose, Emdrup Sø en Damhus Sø). In 1999 werd een zuiveringsinstallatie bij Emdrup Sø aangelegd om algengroei in de vijvers tegen te gaan. Een ondergrondse verbinding tussen Peblinge Sø en de vijver van het nabijgelegen park Ørstedsparken werd in 1994 aangelegd, zodat het water tussen de twee waterlichamen kan circuleren. Vanaf Søerne loopt het water via ondergrondse pijpleidingen naar het park Østre Anlæg en het voormalige vestingwerk Kastellet, om uiteindelijk uit te monden in de Sont.

## Geschiedenis
Het gebied waar de vijvers nu liggen was oorspronkelijk een dal dat in een boog om de wallen rond de stad lag. In de vroege middeleeuwen werd een dam gebouwd om een vijver aan te leggen (het huidige Peblinge Sø). Na de belegering van Kopenhagen in 1523 werden de vijvers uitgebreid tot een gracht rond de stad. Ook werd een tweede dam aangelegd, de Sortedam, waarmee Sortedams Sø gecreëerd werd. De derde vijver, Sankt Jørgens Sø, werd begin 17e eeuw aangelegd om de grachtenring langs de westkant van de stad te voltooien.
Naast de verdedigingsfunctie speelden de vijvers ook een rol in de drinkwatervoorziening van de stad. In de periode 1705-1729 werden ze daarom verder uitgegraven. Medio 19e eeuw verloren Peblinge Sø en Sortedams Sø hun functie als bron van drinkwater vanwege de slechte waterkwaliteit, en nam Sankt Jørgens Sø deze rol over. De vijver fungeerde tot 1959 als reservereservoir voor drinkwater. Langs de oostkant van de vijver werd een aantal filtratiebassins aangelegd.
De beeldhouwer Johannes Wiedewelt pleegde in 1802 zelfmoord door zich in Sortedams Sø te verdrinken.
Het eilandje Fugleøen werd in 1967 bezet door activisten die het tot een onafhankelijke staat uitriepen.
|  |